# Getas (Singorojo)
Getas is een bestuurslaag in het regentschap Kendal van de provincie Midden-Java, Indonesië. Getas telt 5988 inwoners (volkstelling 2010).